# Nili (Afghanistan)
Nili (Perzisch: نیلی) is de hoofdstad van de provincie Daikondi in het midden van Afghanistan. De stad ligt op 2022 meter hoogte en beschikt over een klein vliegveld.
In december 2008 benoemde president Hamid Karzai Azra Jafari tot burgemeester van Nili. Zij werd de eerste vrouwelijke burgemeester in Afghanistan.